# Покровцы (Селтинский район)
Покровцы — опустевшая деревня в Селтинском районе Удмуртской республики.

## География
Находится в западной части Удмуртии на расстоянии приблизительно 11 км на юг-юго-восток по прямой от районного центра села Селты.

## История
Была известна с 1873 года как починок Покровский с 11 дворами, в 1893 — 16 дворов, в 1905 — 24. Деревня Покровская с 1915 года. С 1935 года Покровцы. До 2021 года входила в состав Новомоньинского сельского поселения.

## Население
Постоянное население составляло 76 человек (1873), 122 (1893, русские), 155 (1905), 4 человека в 2002 году (удмурты 100 %), 0 в 2012.